# シャフトスクリーン

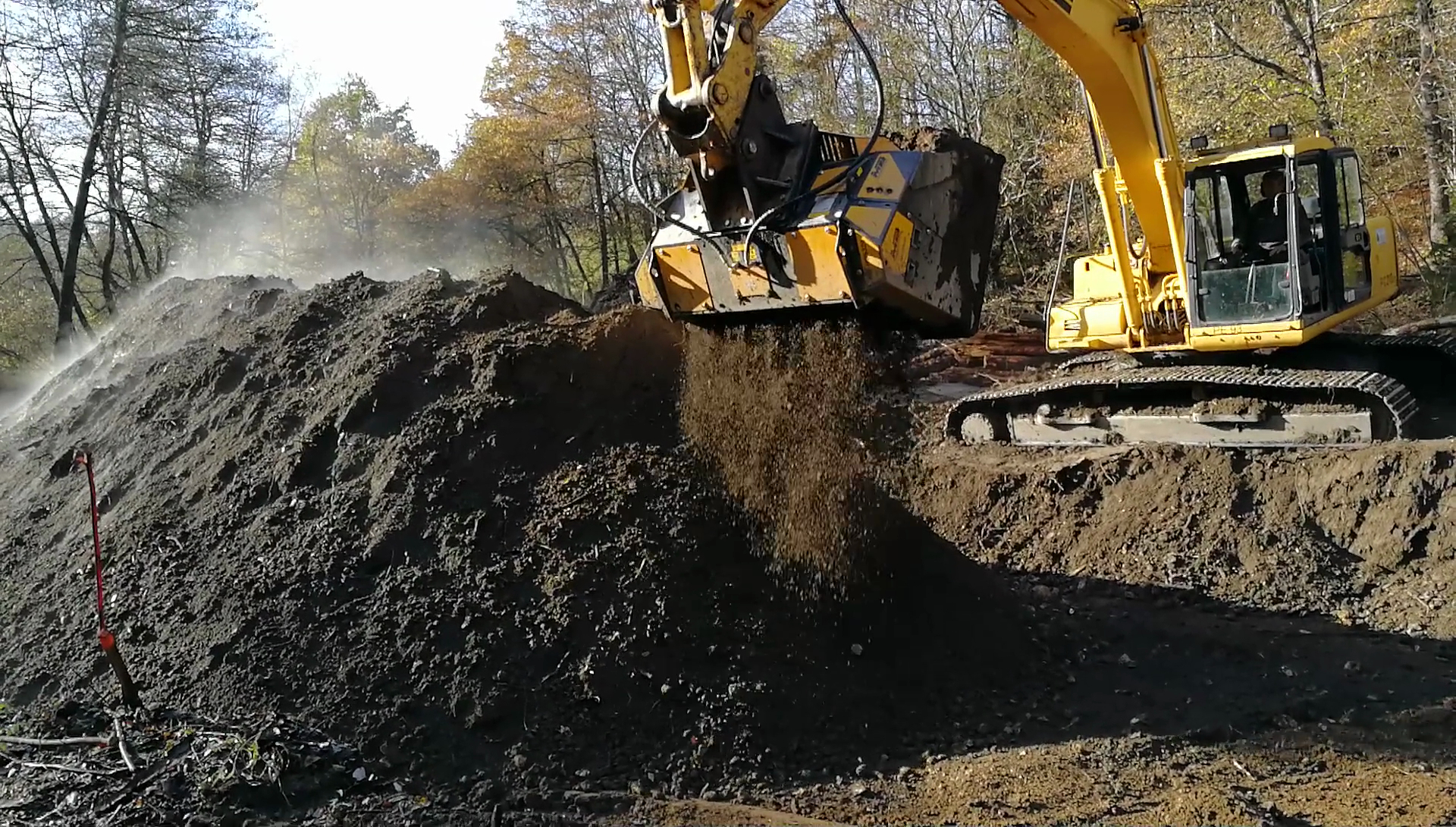
シャフトスクリーン

シャフトスクリーンとは、油圧ショベルなどの建設機械に取り付けて使用するアタッチメントの一つで、混合物の選別・攪拌や異物の除去作業に使用するボックス型選別機である。スクリーンバケット、ロータリースクリーニングバケット、ミキシングバケット、ローターバケットなどとも呼ばれる。

## 概要
油圧ショベルのアタッチメントとして、アームの先端に取り付けて使用する。箱型バケットの中にディスクの付いたシャフトが２本〜３本設置されていて、油圧ショベルの油圧を利用し、アタッチメント本体に内蔵されている油圧モーターによりシャフトが回転する。
ディスク付きのシャフトが回転することにより、バケットですくい込んだものを選り分け、選別・攪拌・混合作業を行える。スケルトンバケットでは扱い難かった水分を含んだ土でも分別可能。

## 用途
- 土や砂の選り分け、土の塊を粉砕
- 土から異物を取り除く
- 肥料の攪拌
- 土壌への空気入れ
- 湿った材料の攪拌・選別